# Anna Adamska-Gallant
Anna Marzena Adamska-Gallant (ur. 26 kwietnia 1975) – polska prawniczka, doktor nauk prawnych, ekspertka ds. praw człowieka, prawa karnego, wymiaru sprawiedliwości i rządów prawa. Sędzia Europejskiego Trybunału Praw Człowieka (od 2024).

## Życiorys

### Wykształcenie
W latach 1993–1998 odbyła studia prawnicze na Uniwersytecie Gdańskim, uzyskując tytuł magistra. Odbyła także współprowadzony przez UG i University of Cambridge kurs prawa angielskiego i europejskiego (1996–1998), studia podyplomowe w zakresie prawa intelektualnego i własności przemysłowej na Uniwersytecie Jagiellońskim (2010–2011). W 2022 uzyskała na Uniwersytecie Wrocławskim stopień doktora nauk prawnych na podstawie napisanej pod kierunkiem Macieja Szostaka dysertacji „Instytucja tzw. świadka wrażliwego. Analiza prawno-kryminalistyczna na podstawie praktyki międzynarodowych trybunałów karnych i sądów hybrydowych”.

### Działalność zawodowa
Od czerwca 2001 do maja 2002 pracowała jako asesorka w Sądzie Rejonowym w Gdańsku, a od czerwca 2002 w Białej Podlaskiej. W grudniu 2003 otrzymała nominację na stanowisko sędziego Sądu Rejonowego w Białej Podlaskiej. Od lutego 2004 do lutego 2013 orzekała w Sądzie Rejonowym w Lublinie (po reorganizacji w 2010 Lublin-Zachód). Skierowała w tym czasie trzy pytania prawne do Trybunału Konstytucyjnego (wyroki w sprawach: P 3/06; P 11/09; P 24/07). Od maja 2012 do lutego 2013 była delegowana do Departamentu Strategii Ministerstwa Sprawiedliwości. W latach 2009–2013 była prezeską regionalnego oddziału Stowarzyszenia Sędziów Polskich „Iustitia”, a w latach 2010–2012 członkinią zarządu krajowego.
Od 2013 do 2015 pracowała w Kosowie jako sędzia sądu pierwszej instancji, orzekając w sprawach dotyczących zbrodni wojennych i zbrodni przeciwko ludzkości. Od maja 2015 do czerwca 2018 była sędzią Sądu Najwyższego Kosowa. Następnie doradzała jako niezależna ekspertka do spraw wymiaru sprawiedliwości i rządów prawa m.in. dla Expertise France, Rady Europy, Komisji Weneckiej oraz Banku Światowego. W latach 2018–2023 kierowała komponentem dotyczącym reformy sądownictwa w Ukrainie w ramach projektu EU Pravo-Justice Ukraine. W 2021 prezydent Wołodymyr Zełenski powołał ją do Rady Ekspertów ds. Reformy Sądownictwa. Wykładowczyni w Katedrze Kryminologii i Bezpieczeństwa Uniwersytetu Wrocławskiego (od 2021) oraz ekspertka w zakresie przeciwdziałania handlowi ludźmi i łamaniu praw człowieka w Centrum Badania nad Handlem Ludźmi UWr, a także w projekcie EU4FAST na Bałkanach Zachodnich. W 2021 otworzyła indywidualną kancelarię adwokacką w Lublinie, specjalizując się w sprawach karnych, prawach człowieka oraz międzynarodowym prawie karnym.

### Wybór na sędzię ETPC
1 października 2024 Zgromadzenie Parlamentarne Rady Europy wybrało Annę Adamską-Gallant na stanowisko sędziego Europejskiego Trybunału Praw Człowieka w Strasburgu. 9-letnią kadencję rozpoczęła 16 grudnia 2024. Została czwartą sędzią z Polski na tym stanowisku, zastępując Krzysztofa Wojtyczka.

## Pozostała działalność
W latach 1999–2001 należała do Unii Wolności, była członkinią zarządu regionalnego w województwie pomorskim. Jest założycielką oraz członkinią Rady Fundacji Project Sunflowers oraz członkinią Stowarzyszenia im. Prof. Zbigniewa Hołdy, International Association of Penal Law.
Mówi biegle po angielsku, francusku i ukraińsku, a porozumiewa się w języku serbskim, chorwackim i rosyjskim.